# Francisco Barrio
Francisco Albano Barrio (ur. 22 czerwca 1989 w Buenos Aires) – argentyńsko-chorwacki zapaśnik walczący w stylu klasycznym oraz zawodnik MMA wagi lekkiej. W 2017 zajął 30. miejsce na mistrzostwach świata w zapasach. Brązowy medalista mistrzostw panamerykańskich w 2010, 2017 i 2018. Mistrz igrzysk Ameryki Południowej w 2010. Jako zawodnik MMA rozpoznawalność w Polsce zdobył walcząc dla KSW (2020-2022). Od 7 marca 2023 mistrz chorwackiej organizacji FNC w wadze lekkiej.

## Życiorys
Urodził się w Buenos Aires w Argentynie. W 1994 roku wraz z rodziną przeprowadził się do Zagrzebia w Chorwacji. W 2005 zaczął trenować zapasy w stylu klasycznym, w których walczył w reprezentacji Argentyny do 2012 roku. W tym samym roku przeszedł na mieszane sztuki walki (MMA) i zadebiutował w tej formule.
Francisco jest synem popularnego brygadiera Rodolfo Barrio Saavedry, który był aktywnie zaangażowany w wojnę w Chorwacji.

## Kariera MMA

### Wczesna kariera
W 2012 rozpoczął karierę w mieszanych sztukach walki, tocząc pierwsze trzy walki na swoim terenie. 14 lipca zadebiutował w dywizji lekkiej podczas gali Conviction MMA 3: Argentina vs. Peru, zwyciężając przez poddanie (duszeniem zza pleców) w pierwszej rundzie z Santiago Mendezem.
20 października 2012 w drugiej walce wygrał ponownie poddaniem, tym razem pokonując w ten sposób Alexandra Ceballosa na Killer Instinct Fight 1.
25 maja 2013 na gali KIF 2 – Killer Instinct Fight 2 pokonał Chilijczyka, Estebana Zuñigę przez TKO w pierwszej rundzie.

### FFC
27 czerwca 2013 roku podpisał kontrakt z federacją Final Fight Championship, a 25 października na FFC 8: Zelg vs. Rodriguez wygrał przez jednogłośną decyzję, przeciwko Austriakowi, Darko Banoviciowi.
6 czerwca 2014 w następnym pojedynku pokonał Brazylijczyka, Patricka Peresa po 52 sekundach trzeciej rundy przez duszenie zza pleców na gali FFC 13.
Jakiś czas później oficjalna strona organizacji Final Fight Championship ogłosiła, że Barrio zmierzy się z Vaso Bakočeviciem 31 października 2014 roku w eliminatorze do pasa wagi piórkowej. Walka jednak nie doszła do skutku.
W kolejnym pojedynku przegrał z Filipem Pejiciem podczas gali FFC 15. Po tej porażce zrobił sobie pięcioletnią przerwę od MMA.

### FNC i początki w KSW
Powrócił w grudniu 2019 roku, na zaplanowaną walkę z Adim Durakoviciem podczas gali FNC 2. Walka zakończyła się po 18 sekundach, gdy Duraković zasygnalizował do sędziego ringowego, że poczuł ból w klatce piersiowej. 31 lipca 2020 na następnej gali z numerkiem "3" skrzyżował rękawice z Aleksandarem Jankoviciem. Walkę wygrał przez poddanie w trzeciej rundzie (dźwignia na kark).
30 października 2020 roku ogłoszono w mediach społecznościowych, że Barrio podpisał kontrakt z najlepszą polską organizacją, Konfrontacją Sztuk Walki. 14 listopada 2020 na gali KSW 56 w debiucie zmierzył się z mistrzem wagi lekkiej czesko-słowackiej federacji Oktagon MMA, Mateuszem Legierskim. Walka trwała pełne trzy rundy, po której decyzją większościową zwyciężył Polak.
Drugą walkę dla KSW odbył dwie gale później, w terminie 30 stycznia 2021, gdzie pokonał jednogłośną decyzją innego Polaka, Bartłomieja Koperę.

### Powrót do FNC i KSW
11 września 2021 powrócił do Fight Nation Championship na walkę z niedoszłym rywalem, Vaso Bakočeviciem. Barrio pojedynek zwyciężył już w pierwszej rundzie, poddając Czarnogórca duszeniem gilotynowym.
28 maja 2022 powrócił także do Konfrontacji Sztuk Walki, gdzie podczas jubileuszowej gali KSW 70 rękawice skrzyżował z Łukaszem Rajewskim. Walkę w drugiej rundzie zwyciężył poddaniem Barrio. Po walce otrzymał pierwszy bonus za poddanie wieczoru.
12 listopada 2022 w Grodzisku Mazowieckim podczas gali KSW 76 zmierzył się z Maciejem Kazieczko. W ostatniej rundzie pojedynku, po kolejnej wymianie ciosów został znokautowany mocnym lewym sierpowym. Dwa dni później organizacja KSW nagrodziła obu zawodników bonusem za najlepszą walkę wieczoru.
4 marca 2023 w głównej walce wieczoru gali FNC 10, która odbyła się w Ljubuškach, zdobył pas mistrzowski chorwackiej organizacji Fight Nation Championship w wadze lekkiej. Barrio zwyciężył poddaniem w trzeciej rundzie Brazylijczyka, Arlena Ribeiro.
Podczas wydarzenia FNC 13 w stolicy Serbii doszło do głośnego rewanżu Barrio z Vaso Bakočeviciem. „Croata” ponownie poddał swojego rywala, tym razem jednak w późniejszej, drugiej odsłonie rundowej.
W marcu 2024 roku ogłoszono, że Barrio zastąpi kontuzjowanego Sebastiana Rajewskiego i zawalczy 6 kwietnia na gali XTB KSW 93 w Paryżu z podwójnym mistrzem francuskiej organizacji Hexagone MMA, Aymardem Guihmem. Argentyńsko-francuskie starcie zakontraktowano w umownym limicie do 73 kg. Przegrał walkę niejednogłośnie na punkty (29-28, 30-27, 29-28).
Dwa miesiące później, na czerwcowej gali Ahilej FNC 17: Meridianbet Epic Clash, która odbyła się w Belgradzie, stoczył walkę z Serbem, Dušanem Džakiciem. Barrio zwyciężył starcie jednogłośnie na punkty.
23 listopada 2024 podczas gali FNC 20 w Zagrzebiu, pokonał jednogłośną decyzją sędziowską Bojana Kosednara.
12 kwietnia 2025 na gali FNC 22 w Lublanie, przystąpił do pierwszej obrony pasa mistrzowskiego FNC wagi lekkiej, mierząc się z byłym mistrzem KSW w wadze koguciej, Antunem Račiciem. „Croata” w drugiej rundzie poddał Chorwata duszeniem trójkątnym rękoma.

## Osiągnięcia

### Mieszane sztuki walki
- Fight Nation Championship
  - 2023: Mistrz FNC w wadze lekkiej
- Konfrontacja Sztuk Walki
  - Bonus za poddanie wieczoru (raz) vs. Łukasz Rajewski (2022)[22]
  - Bonus za walkę wieczoru (raz) vs. Maciej Kazieczko (2022)[25]

## Lista zawodowych walk w MMA
| Wynik     | Bilans | Przeciwnik (bilans przed walką) | Rozstrzygnięcie                          | Runda | Czas | Rozgrywki                             | Data       | Miejsce             | Uwagi                                                                              |
| --------- | ------ | ------------------------------- | ---------------------------------------- | ----- | ---- | ------------------------------------- | ---------- | ------------------- | ---------------------------------------------------------------------------------- |
|           |        | Lom-Ali Eskijew (23-7 1N.C)     |                                          |       |      | FNC 24                                | 06.09.2025 | Zadar               | Obrona pasa mistrzowskiego FNC w wadze lekkiej.                                    |
| Wygrana   | 15-4   | Antun Račić (28-12-1)           | Poddanie (duszenie trójkątne rękoma)     | 2     | 3:00 | FNC 22: Fabjan vs. Kita               | 12.04.2025 | Lublana             | Obronił pas mistrzowski FNC w wadze lekkiej. Co-Main Event                         |
| Wygrana   | 14-4   | Bojan Kosednar (13-15)          | Decyzja (jednogłośna)                    | 3     | 5:00 | FNC 20: Fabjan vs. Ilić               | 23.11.2024 | Zagrzeb             |                                                                                    |
| Wygrana   | 13-4   | Dušan Džakić (23-12)            | Decyzja (jednogłośna)                    | 3     | 5:00 | Ahilej FNC 17: Meridianbet Epic Clash | 01.06.2024 | Belgrad             | Limit umowny -73,5 kg.                                                             |
| Przegrana | 12-4   | Aymard Guih (17-13-1)           | Decyzja (niejednogłośna)                 | 3     | 5:00 | XTB KSW 93: Parnasse vs. Mircea       | 06.04.2024 | Paryż               | Limit umowny -73 kg.                                                               |
| Wygrana   | 12-3   | Vaso Bakočević (43-23-1)        | Poddanie (duszenie zza pleców)           | 2     | 3:24 | FNC 13                                | 04.11.2023 | Belgrad             | Walka w wadze półśredniej. Co-Main Event                                           |
| Wygrana   | 11-3   | Arlen Ribeiro (12-4)            | Poddanie (duszenie zza pleców)           | 3     | 3:31 | FNC 10: Croata vs. Ribeiro            | 04.03.2023 | Ljubuški            | Zdobył pas mistrzowski FNC w wadze lekkiej. Main Event                             |
| Przegrana | 10-3   | Maciej Kazieczko (8-2)          | KO (lewy sierpowy)                       | 3     | 3:20 | KSW 76: Parnasse vs. Rajewski         | 12.11.2022 | Grodzisk Mazowiecki | Bonus za walkę wieczoru.                                                           |
| Wygrana   | 10-2   | Łukasz Rajewski (11-7-1)        | Poddanie (duszenie zza pleców)           | 2     | 2:52 | KSW 70: Pudzian vs. Materla           | 28.05.2022 | Łódź                | Limit umowny -74 kg. Bonus za poddanie wieczoru.                                   |
| Wygrana   | 9-2    | Vaso Bakočević (40-21-1)        | Poddanie (duszenie gilotynowe)           | 1     | 1:00 | FNC: Armagedon Quarterfinals          | 11.09.2021 | Szybenik            |                                                                                    |
| Wygrana   | 8-2    | Bartłomiej Kopera (9-6)         | Decyzja (jednogłośna)                    | 3     | 5:00 | KSW 58: Parnasse vs. Torres           | 30.01.2021 | Łódź                |                                                                                    |
| Przegrana | 7-2    | Mateusz Legierski (6-0)         | Decyzja (większościowa)                  | 3     | 5:00 | KSW 56: Polska vs. Chorwacja          | 14.11.2020 | Łódź                | Debiut w KSW. Limit umowny -73 kg.                                                 |
| Wygrana   | 7-1    | Aleksandar Janković (11-8)      | Poddanie (dźwignia na kark)              | 2     | 2:19 | FNC 3                                 | 31.07.2020 | Zagrzeb             |                                                                                    |
| Wygrana   | 6-1    | Adi Durakovic (0-0)             | TKO (niezdolność do kontynuowania walki) | 1     | 0:18 | FNC 2: Edge of Tomorrow               | 14.12.2019 | Zagrzeb             | Powrót do wagi lekkiej.                                                            |
| Przegrana | 5-1    | Filip Pejić (8-1)               | TKO (ciosy pięściami)                    | 1     | 4:20 | FFC 15: Jurković vs. Stolzenbach      | 21.11.2014 | Poreč               | Debiut w wadze piórkowej. Eliminator do mistrzowskiego pasa FFC w wadze piórkowej. |
| Wygrana   | 5-0    | Patrick Peresa (8-5)            | Poddanie (duszenie zza pleców)           | 3     | 0:52 | FFC 13: Jurković vs. Tavares          | 06.06.2014 | Zadar               |                                                                                    |
| Wygrana   | 4-0    | Darko Banović (9-2)             | Decyzja (jednogłośna)                    | 3     | 5:00 | FFC 8: Zelg vs. Rodriguez             | 25.10.2013 | Zagrzeb             |                                                                                    |
| Wygrana   | 3-0    | Esteban Zuñiga (1-0)            | TKO (przerwanie przez lekarza)           | 1     | 1:05 | Killer Instinct Fight 2               | 25.05.2013 | Neuquen             |                                                                                    |
| Wygrana   | 2-0    | Alexander Ceballos (1-1)        | Poddanie (klucz na rękę – americana)     | 1     | 3:11 | Killer Instinct Fight 1               | 20.10.2012 | Neuquen             |                                                                                    |
| Wygrana   | 1-0    | Santiago Mendez (0-0)           | Poddanie (duszenie zza pleców)           | 1     | 1:14 | Conviction MMA 3: Argentina vs. Peru  | 14.07.2012 | Buenos Aires        | Debiut w wadze lekkiej.                                                            |